# Río Peneo (Peloponeso)
El Peneo (en griego: Πηνειός) es un río del Peloponeso (Grecia). Probablemente el nombre deriva del dios Peneo de la mitología griega. Tiene 70 km de longitud. Su fuente está en la vertiente sudoeste del monte Erimanto, cerca del pueblo de Kryovrysi. Tiene dos afluentes: el Seliendas y el Bilisós. Desemboca en una bahía del mar Jónico, al sudoeste de Gastouni. Una parte de su curso alto constituye la frontera de las provincias de Élide y Acaya; el curso final del río fluye a través de la llanura de Élide. 
El río atraviesa las siguientes poblaciones:
- Kryovrysi
- Agia Triada
- Kalfas
- Kentro
- Kalyvia Ilidos
- Agia Mavra
- Kavasila
- Vartholomio

## Historia
En la antigüedad el río pasaba al este de lo que hoy se conoce como Stafidokampos, por la Base Aérea Andravida, Lechaina y las antiguas marismas, hoy desecadas para uso agrícola, cerca de Agios Panteleimonas.
En la década de 1960, el gobierno empezó a construir una presa llamada Pantano del Peneo (Φράγμα Πηνειού Fragma Piníu) para suministrar agua al norte de la región de Élide. La presa es considerada la más alta de Élide. 

## Mitología
En la mitología griega, Heracles desvió los ríos Peneo y Alfeo en su quinto trabajo para limpiar el estiércol de los establos del rey Augías en un solo día, una tarea que se consideraba imposible de realizar.